# Acantholochus albidus
Acantholochus albidus – gatunek widłonoga z rodziny Bomolochidae. Jest pasożytem ryb morskich. Opisał go w 1932 roku amerykański biolog morski Charles Branch Wilson, nadając mu nazwę Bomolochus albidus. Okazy typowe (wyłącznie samice) pozyskano z komór skrzelowych żabnic (Lophius piscatorius) złowionych w Woods Hole w amerykańskim stanie Massachusetts.